# Evgheni Morgunov
Evgheni Alexandrovici Morgunov (în rusă Евге́ний Алекса́ндрович Моргуно́в; n. 27 aprilie 1927, Moscova, RSFS Rusă, URSS – d. 25 iunie 1999, Moscova, Rusia) a fost un actor, regizor și scenarist sovietic și rus, Artist emerit al RSFS Ruse (1978).
Alături de Iuri Nikulin și Gheorghi Vițin a format o tripletă comică legendară în cinematografia sovietică, printre cele mai cunoscute filme în care au apărut ei fiind Operațiunea Î și Răpire în stil caucazian sau Noile aventuri ale lui Șurik, de Leonid Gaidai. Personajul lui Morgunov, numit Experimentatul (Bîvalîi) a reprezentat liderul agresiv al tripletei.

## Filmografie selectivă
- La ora șase seara, după război (В 6 часов вечера после войны) (1944)
- S-a întâmplat în Donbas (Это было в Донбассе) (1945)
- 1948 Tânăra gardă (Молодая гвардия), regia Serghei Gherasimov
- Oameni curajoși (Смелые люди) (1950)
- Vifore dușmănoase (Вихри враждебные) (1953)
- Mexicanul (Мексиканец) (1955)
- Othello (Отелло) (1955)
- 1959 Soarta unui om (Судьба человека), regia Serghei Bondarciuk
- 1960 Învierea (Воскресение), regia Mihail Șveițer
- 1961 Pânze purpurii (Алые паруса), regia Aleksandr Ptușko
- Câinele Barbos și ineditul cros (Пёс Барбос и необычный кросс) (1961)
- Contrabandiștii/Țuicarii (Самогонщики) (1961)
- Dați-mi cartea de reclamații (Дайте жалобную книгу) (1965)
- 1965 Operațiunea Î (Операция «Ы» и другие приключения Шурика), regia Leonid Gaidai
- 1967 Prizoniera din Caucaz sau Noile aventuri ale lui Șurik, regia Leonid Gaidai
- Mergeau cu tramvaiul Ilf și Petrov (Ехали в трамвае Ильф и Петров) (1972)
- Riscul este o chestie demnă (Риск — благородное дело) (1977)
- Porțile Pokrovski (Покровские ворота) (1982)
- Eralaș (1984)